# Dirty Work (песня Steely Dan)
«Dirty Work» — песня, написанная Дональдом Фейгеном и Уолтером Беккером, и выпущенная в дебютном альбоме группы Steely Dan Can't Buy a Thrill 1972 года.

## Текст песни
Текст песни описывает роман между мужчиной и замужней женщиной, повествование ведётся от лица мужчины. Автор Steely Dan FAQ Энтони Робустелли охарактеризовал «Dirty Work» как «песню о ненависти к себе», в то время как газета The Guardian описывает повествование песни как мыльную оперу.
Персонаж «Dirty Work» понимает, что женщина использует его, но он слишком увлечён ей, чтобы завершить с ней роман.
Во втором куплете присутствует строка «Как шахматная ладья в средневековой игре» (англ. Like a castle in its corner in a medieval game), которая является отсылкой к шахматной фигуре ладьи (шахматы были одним из хобби Беккера).

## Стиль и аранжировки
Мелодия песни была охарактеризована как наиболее коммерчески-ориентированная мелодия группы. По мнению The Guardian, «Dirty Work» звучит словно «a radio-friendly stroll of a song», по крайней мере, на первый взгляд. Критик портала AllMusic Стюарт Мансон отчасти объясняет это присутствием «восходящей модуляцией» рефрена и «душевным клавинетом», а также партией тенор-саксофона в исполнении приглашённого музыканта Джерома Ричардсона. Биограф Steely Dan Брайан Свит описал соло Ричардсона на саксофоне как «прекрасно-минималистичное».
«Dirty Work» — одна из песен альбома Can't Buy a Thrill, на которых Дэвид Палмер исполняет основной вокал. Брайан Свит предполагает, что Фейген не захотел сам исполнить песню, так как он и Беккер даже не желали включать её в альбом, тем не менее руководство ABC Records хотело добавить ещё несколько необычных мелодий в альбом и поэтому настояло на включении «Dirty Work» в Can't Buy a Thrill. Руководство ABC также считало, что эта песня идеально бы подошла Three Dog Night или The Grass Roots. После того как Палмер покинул группу, Steely Dan прекратила исполнять «Dirty Work» на своих концертах. Тем не менее она была исполнена в 2006 году с группой бэк-вокалисток, поющими от лица женщины, имеющей роман с женатым (или преданным) мужчиной.

## Рецензии
Обозреватель портала AllMusic Стивен Томас Эрлевайн описал «Dirty Work» как «потрясающую поп-песню, которая подрывает традиционные ценности», а также назвал её одной из лучших песен в альбоме Can't Buy a Thrill, в то время как автор MusicHound Гэри Графф отнёс «Dirty Work» к «моментально запоминающимся» песням. Критик журнала Rolling Stone Джеймс Исаак объяснил успех песни «противопоставлением сладкого тенора Дэвида Палмера и женоненавистнической лирики песни». Робустелли также соглашается, что один из эффектов песни построен на контрасте между приятным голосом Палмера и грубым текстом. «Dirty Work» была включена в несколько сборников группы, таких как Citizen Steely Dan 1993 года, Showbiz Kids: The Steely Dan Story, 1972–1980 2000 года, а также Steely Dan: The Definitive Collection 2006 года. Обозреватель Seguin Gazette-Enterprise J. J. Syrja выразила удивление отсутствию песни в альбоме-сборнике 1978 года Greatest Hits.

## Последующее использование
Песня звучит в 1-м эпизоде 3-го сезона американского-сериала «Клан Сопрано» — «Недалеко от мистера Руджерио», в сцене, где главный герой Тони Сопрано поёт её за рулём своего SUV. Песня также звучит в фильме 2013 года «Афера по-американски», тем не менее Фейген и Беккер не дали своего разрешения на включение песни в саундтрек-альбом к фильму.

## Участники записи
(из выходных данных альбома)
- Дональд Фейген — электрическое пианино Wurlitzer, пластиковый (YC-30) комбо-орган и бэк-вокал
- Денни Диас — акустическая гитара
- Джефф Бакстер — электрогитара
- Уолтер Беккер — бас-гитара, бэк-вокал
- Джим Ходдер — ударные, бэк-вокал
- Дэвид Палмер — основной вокал
- Джером Ричардсон — тенор-саксофон
- Снуки Янг — флюгельгорн